# Simonetta Vespucci
Simonetta Cattaneo o Simoneta Vespucci, anomenada "la bella Simonetta", (Porto Venere, República de Gènova, 1453 – Florència, República de Florència, 26 d'abril de 1476) fou una noble italiana, filla del noble Gaspare Cattaneo, que va esdevenir musa de diversos artistes del Renaixement.

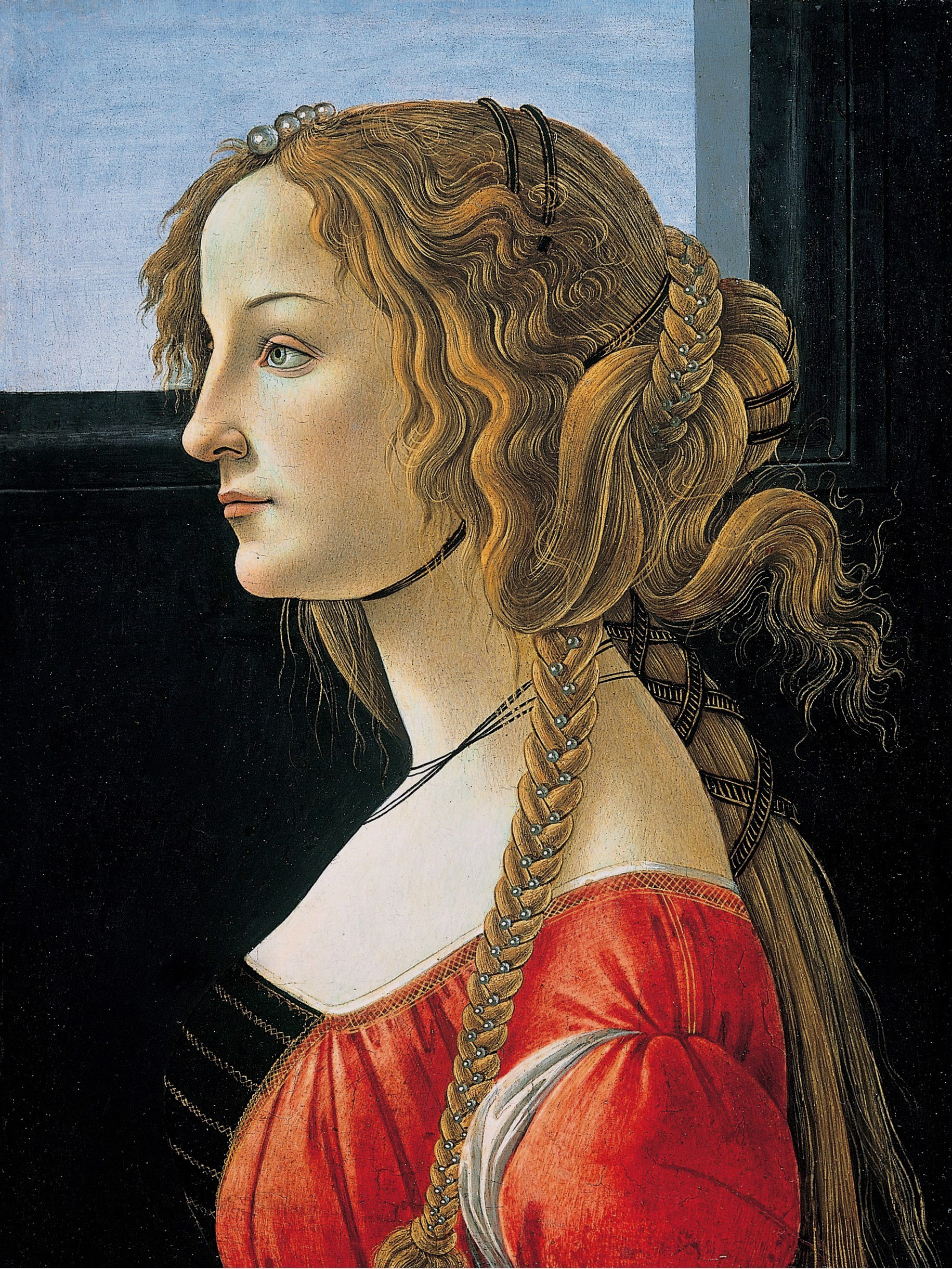
Retrat pòstum (v. 1476-80) de Simonetta Vespucci realitzat per Sandro Botticelli

Als quinze o setze anys es casà amb Marco Vespucci, fill de Piero Vespucci i parent llunyà d'Amerigo Vespucci. Gràcies a la família Vespucci es convertí en musa de diversos artistes del Renaixement, destancant especialment Sandro Botticelli pel qual realitzà diverses obres, entre elles El naixement de Venus. També va ser retratada en les pintures de Piero di Cosimo, com per exemple Ritratto di Simonetta Vespucci, en la qual apareix vestida com a Cleòpatra amb un àspid al voltant del coll.
Fou presa com a la dona ideal del Renaixement i tant Llorenç com Julià de Mèdici se n'enamoraren, si bé fou Julià el que la seduí i hi tingué una relació.
Simonetta morí la nit del 26 d'abril de 1476, presumptament de tuberculosi pulmonar a la capital florentina a l'edat de 22 anys.

## Musa i model d'artistes
Tant durant la seva vida com després, els seus trets es van convertir en prototipus de la bellesa femenina que prevaldria en el Renaixement: la pell blanca, el coll llarg, els ulls clars, el cabell ros. Molts pintors de Florència la van prendre com a musa i model, especialment Botticelli, que tan aviat la pintava com a deessa grega que com a Mare de Déu. De fet, la mort la va enxampar quan la tenia a mig pintar en El naixement de Venus. Es diu que Botticelli va viure un amor platònic per ella. I per això es va fer enterrar als peus del seu sepulcre a l'església de l'Ognissanti.
Piero di Cosimo pel contrari, la va pintar molts anys després de la seva mort; el seu retrat pòstum i fet de memòria idealitza encara més els seus trets. És un retrat de perfil, una tradició del Quatrocento per influència de les medalles i monedes. La jove gira l'esquena al cel i als arbres i mira al paisatge desolat i de núvols negres, una premonició de la mort que li arribarà aviat. Però al mateix temps, duu com a collaret una serp que es mossega la cua formant un cercle, símbol de la continuïtat, del desig de resurrecció i d'immortalitat. Perquè, gràcies a la pintura, Simonetta serà immortal.

## El "look" de les renaixentistes
Al Renaixement, els fronts alts i corbats eren signe de bellesa. Les dones s'afaitaven o es depilaven la línia del cabell per augmentar la grandària del front.
El coll llarg i les espatlles arrodonides anatòmicament irreals, també responien a l'ideal de bellesa de l'època.
Els retrats de Simonetta han donat lloc a un estil de pentinat de la dona renaixentista molt utilitzat en el cinema. A You Tube trobareu tutorials per fer-vos aquest look tan elaborat, amb enfilalls de perles i coralla.
Per culpa de la presencia de la serp, s'ha interpretat erròniament que Simonetta fa el rol de Cleòpatra. Però aquí la serp no té intenció d'atacar la dona, sinó que es mossega la cua. Es tracta d'un símbol neoplatonià d'immortalitat habitual en retrats pòstums.